# Stor fickmossa
Stor fickmossa (Fissidens adianthoides) är en bladmossart som först beskrevs av Mitten, och fick sitt nu gällande namn av Braithwaite 1887. Stor fickmossa ingår i släktet fickmossor, och familjen Fissidentaceae. Inga underarter finns listade i Catalogue of Life.

## Kännetecken
Arten bildar upp till 9 cm höga, mörkgröna till brun- eller svartaktiga, luckra tuvor. Bladskivan är ofta något vågig. Bladen är smalt tunglika, ca 3 mm långa med kort spets. De översta bladen är 3-4 gånger längre än de är breda. Bladspetsen har grova, vassa,  tänder av varierande storlek. Bladcellerna är 11-20 µm breda. I bladkanten finns två till fyra rader av mer tjockväggiga celler, som får kanten attse något blek ut. Nerven är lång och kraftig, mörkgrön till brun och slutar i eller strax nedanför bladspetsen. Arten är sam- eller ibland skildkönad. Hanorganen är dolda inuti knoppaktiga bildningar i bladvecken, som är vanligt förekommande. Stor fickmossa kan lätt förväxlas med blek fickmossa och lerfickmossa.

## Habitat
Stor fickmossa växer på våta och sumpiga ställen - helst med aningen basiskt vatten, men förekommer även i neutrala till svagt sura miljöer. Den påträffas i rikkärr och sumpskog, längs vattendrag, vid källor, på sjöstränder och ibland i fuktiga klippskrevor. Arten växer ofta tillsammans med källgräsmossa, spjutmossa, kalkkammossa och bandpraktmossa Mogna kapslar påträffas oftast på hösten.
Utbredning
Arten är allmän i hela i Sverige och förekommer upp till subalpin zon. I slättbygder finner man den oftast i rikkärr och utmed vattendrag. Den har ett liknande utbredningsmönster i Norge och Finland, men i Danmark är arten endast allmän i kalktrakter. Stor fickmossa växer i stora delar av Europa, samt delar av Afrika, Asien, Nya Zeeland, Syd- och Nordamerika och Grönland.

## Bildgalleri

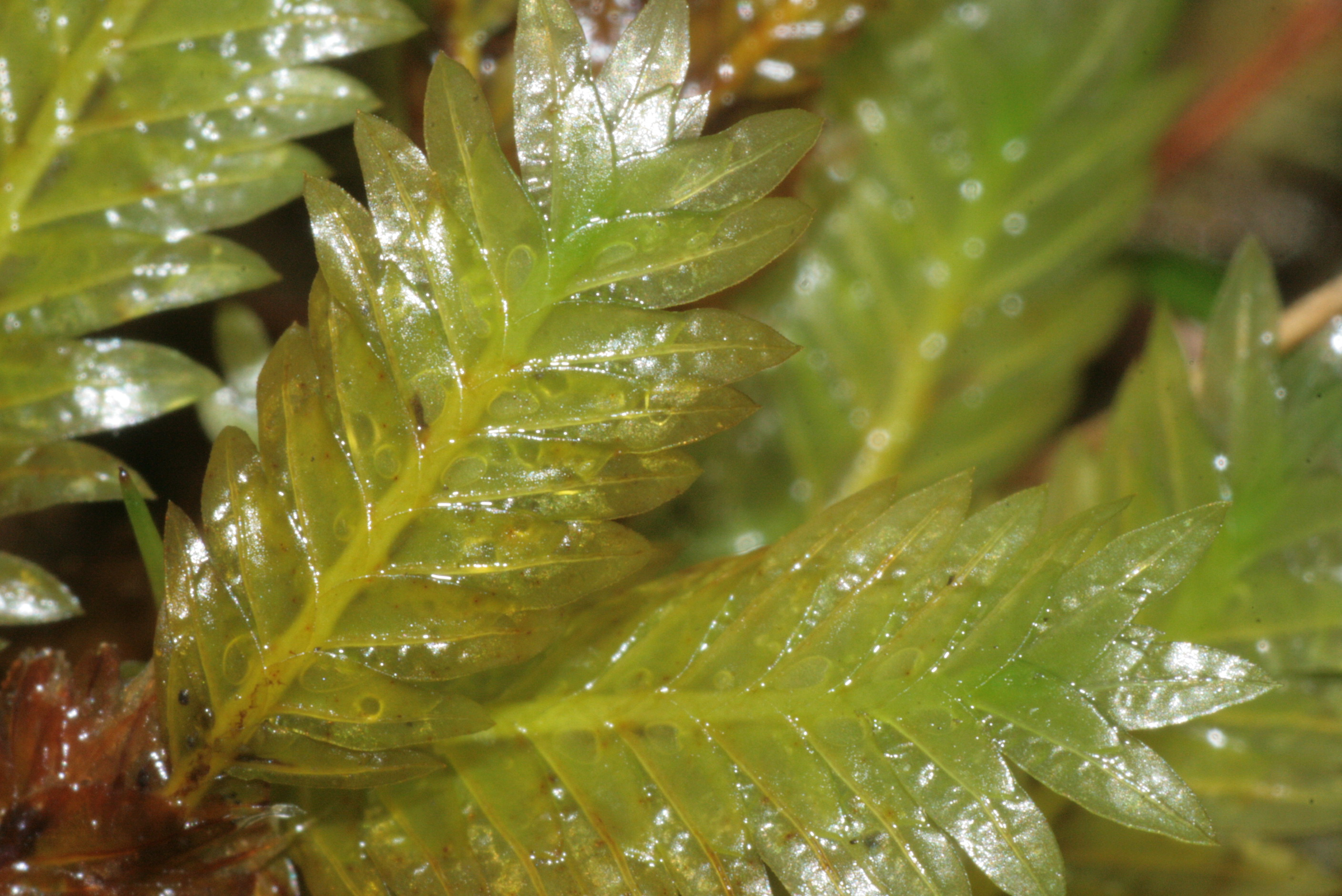
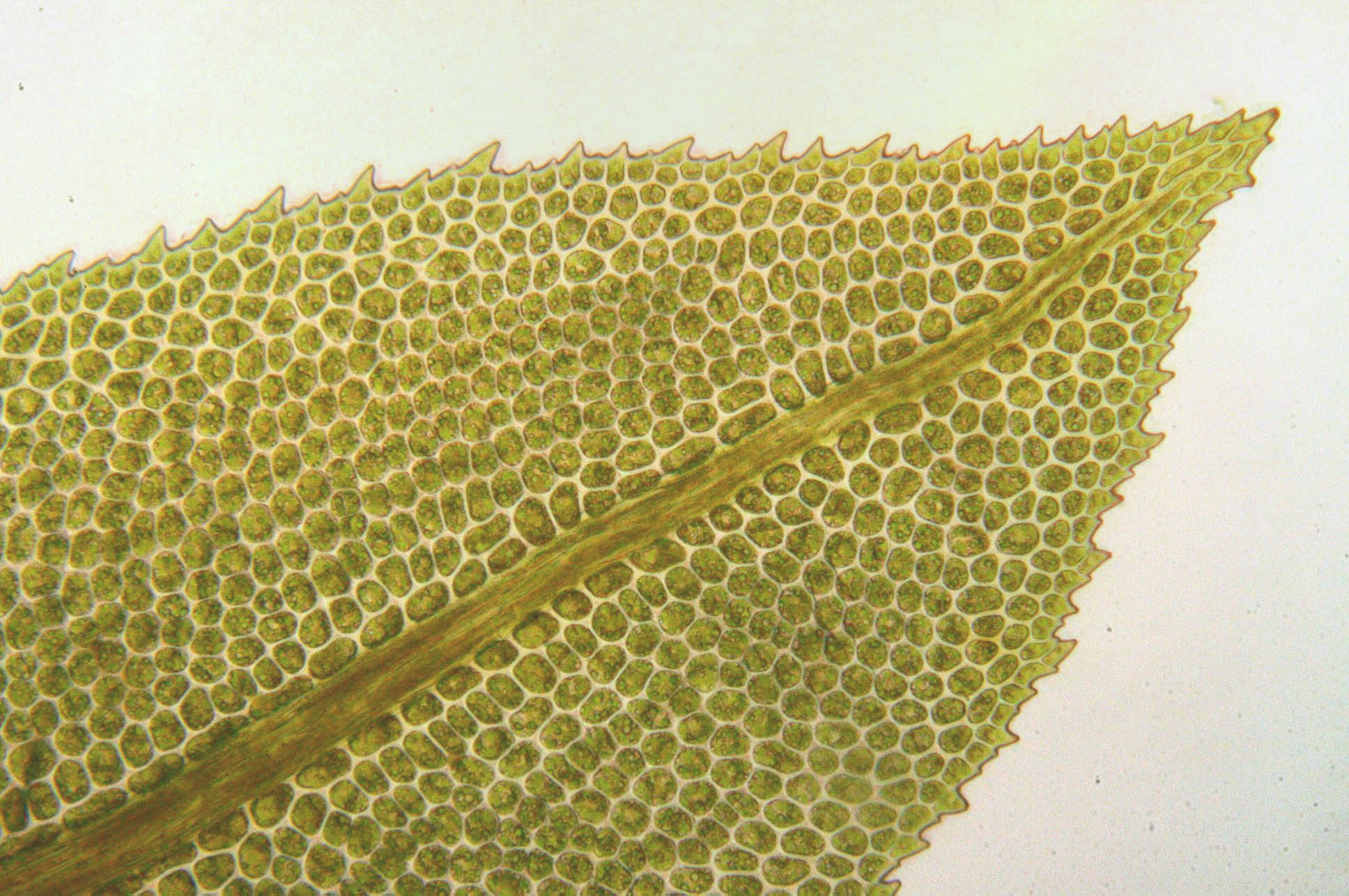